# Pinnacle PCTV
Pinnacle PCTV es una tarjeta sintonizadora de televisión fabricada por Pinnacle Systems. Dentro de la línea de sintonizadoras PCTV existen tres conjuntos:
- Analógicas. Sintonizan la emisión analógica de antena y la televisión por cable.
- Digitales. Sintonizan la emisión digital terrestre de tipo DVB-T (TDT).
- Satélite. Sintonizan la emisión digital vía satélite de tipo TDS.

Dentro de cada uno de estos conjuntos existen varios modelos: internos tipo PCI, externos vía USB, híbridos analógico+digital, etcétera.
Todos los modelos de Pinnacle PCTV se venden conjuntamente con un CD-ROM que incluye sus drivers y un software para el manejo de la sintonizadora. En el mismo paquete también se incluye un mando a distancia por infrarrojos junto con un receptor para el mando, que se conecta a un puerto del ordenador.
Casi todos los modelos internos de Pinnacle PCTV tienen entrada externa de vídeo y audio, de forma que se puede capturar una emisión externa (por ejemplo de un vídeo VHS) y grabarla en un archivo de ordenador, que posteriormente podrá ser editado con un programa de edición de vídeo.
Estas tarjetas traen drivers solo para sistemas windows. Usuarios de Linux y Mac pueden tener problemas para hacerla funcionar en sus sistemas. Los drivers tampoco funcionan en sistemas DOS o Windows anteriores al XP y la compañía no lo avisa en su documentación.